# Port Authority Bus Terminal

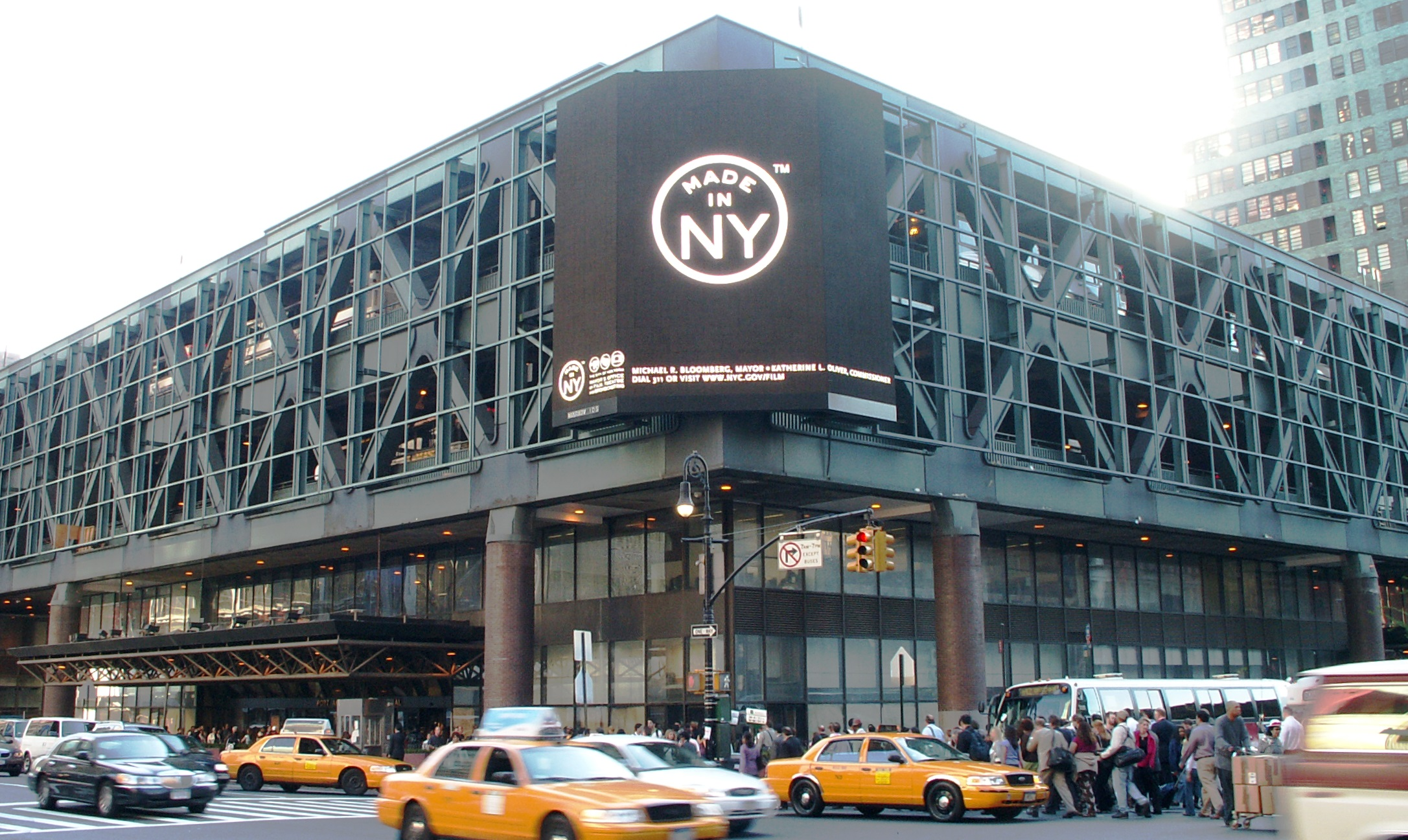
Port Authority Bus Terminal

Das Port Authority Bus Terminal (PABT) im Stadtbezirk Manhattan ist der größte Busbahnhof von New York City. Mit täglich 7.200 Omnibussen, 200.000 Fahrgästen und 223 Bussteigen ist er zugleich der am stärksten frequentierte Busbahnhof der Welt. Er wird von der Port Authority of New York and New Jersey (Infrastrukturgesellschaft der Bundesstaaten New York und New Jersey) betrieben und dient dem Regional- und Fernlinienverkehr in die USA, nach Kanada und Mexiko.

## Gebäude

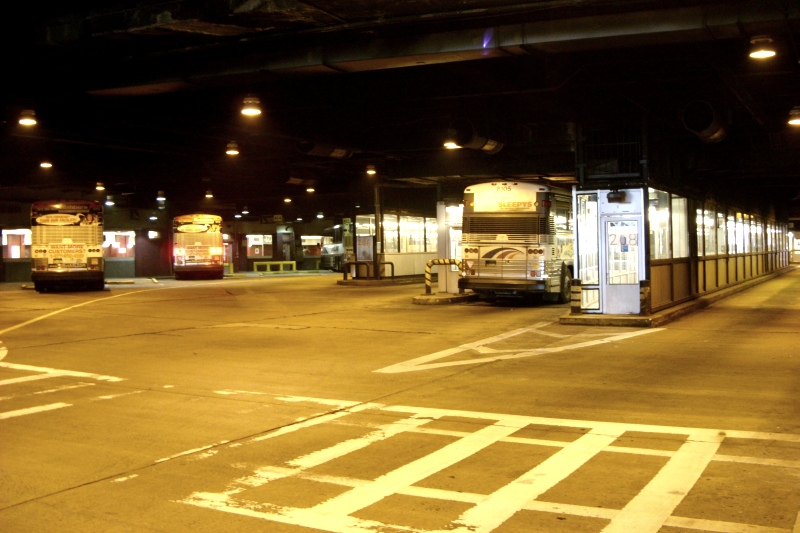
Omnibusse an den Bussteigen im Port Authority Bus Terminal

Das Terminal ist ein Gebäudekomplex an der Kreuzung 42nd Street/8th Avenue, etwa 400 Meter westlich des Times Square. Für Omnibusse bestehen mehrere Zufahrtsrampen vom Lincoln-Tunnel. Im Erdgeschoss und ersten Obergeschoss befinden sich Geschäfte, Fahrkartenschalter und -automaten. Die Bussteige befinden sich im zweiten und dritten Stock, die ähnlich einem Parkhaus nach außen hin offen sind. Auf dem Dach und auf zwei aufgesetzten Parkdecks sind insgesamt 1.250 Pkw-Parkplätze vorhanden. Im Untergeschoss befinden sich weitere Bussteige, Schalter und der Zugang zum U-Bahnhof.
Die Kapazität ist sowohl fahrzeug- wie passagierseitig seit mehreren Jahren am Limit. Deswegen wird seit 2013 nach Möglichkeiten der Erweiterung, der Verlagerung bzw. eines Neubaus gesucht. Im Jahr 2016 fiel die Entscheidung für den Verbleib in Manhattan. Im Januar 2021 gab die Port Authority bekannt, dass der neue Regionalbus-ZOB im Bereich des bestehenden Terminals entstehen werde und das neue Fernbusterminal in einem zweiten Gebäude dahinter. Die Gesamtkosten werden auf 7,5 bis 10 Milliarden US-Dollar veranschlagt.

## Busunternehmen
Zu den größeren Busunternehmen, die regelmäßige Verbindungen von und zum Port Authority Bus Terminal betreiben, zählen Greyhound Lines, New Jersey Transit, Peter Pan Bus Lines, Coach USA mit mehreren Tochtergesellschaften und Academy Bus.

## Nahverkehr
Der Busbahnhof verfügt über einen eigenen U-Bahnhof an der IND Eighth Avenue Line. Die Station 42nd Street-Port Authority Bus Terminal (Linien ) ist außerdem durch einen Fußgängertunnel direkt mit der Haltestelle 42nd Street-Times Square (Linien ) verbunden, wodurch auch das kostenlose Umsteigen zwischen den Subway-Linien beider Stationen möglich ist.